# ISO 3166
ISO 3166 — міжнародний стандарт ISO, що визначає кодові позначення держав і залежних територій, а також основних адміністративних утворень усередині держав. Складається з таких частин:
- ISO 3166-1 — коди держав і залежних територій
  - ISO 3166-1 alpha-2 — двобуквені
  - ISO 3166-1 alpha-3 — трибуквені
  - ISO 3166-1 numeric — цифрові
- ISO 3166-2 — коди адміністративних утворень усередині держав (області, штати, провінції тощо)

Двобуквені коди ISO 3166-1 alpha-2 використовуються ICANN для привласнення національних доменних імен верхнього рівня.

## Видання
Перше видання ISO 3166, яке містило лише літерні коди країн, опубліковано 1974 року. Друге видання, опубліковане 1981 року, також містило числові коди країн, а третє та четверте видання опубліковано відповідно в 1988 та 1993 роках. П'яте видання, опубліковане між 1997 та 1999 роками, розділено на три частини, щоб включити коди для підрозділів та колишніх країн.

## Агентство з підтримки ISO 3166
Стандарт ISO 3166 підтримує Агентство з підтримки ISO 3166 (ISO 3166/MA), розташоване в центральному офісі ISO в Женеві. Спочатку воно перебувало в Німецькому інституті стандартизації (DIN) в Берліні. Його основні завдання:
- додавати та видаляти назви країн і призначати їм елементи коду;
- публікувати списки назв країн та елементів коду;
- вести довідковий список усіх елементів коду країн та використовуваних елементів коду підрозділів, а також термінів їх використання;
- випускати бюлетені з оголошеннями про зміни в таблицях кодів;
- консультувати користувачів щодо застосування ISO 3166.

### Члени
Право голосу щодо ISO 3166/MA мають п'ятнадцять експертів. Дев'ять представляють національні організацій зі стандартизації:
- Французька асоціація нормалізації[fr] (AFNOR) –  Франція
- Американський інститут національних стандартів (ANSI) –  США
- Британський інститут стандартів (BSI) –  Велика Британія
- Німецькому інституті стандартизації (DIN) –  Німеччина
- Японський комітет із промислових стандартів[en] (JISC) –  Японія
- Стандарти Австралії[en] (SA) –  Австралія
- Бюро стандартів Кенії[en] (KEBS) –  Кенія
- Управління стандартизації Китаю[en] (SAC) –  Китай
- Шведський інститут стандартів[sv] (SIS) –  Швеція

Інші шість — представники основних установ Організації Об'єднаних Націй або інших міжнародних організацій, користувачів ISO 3166-1:
- Міжнародне агентство з атомної енергії (МАГАТЕ)
- Міжнародна організація цивільної авіації (ІКАО)
- Міжнародна спілка електрозв'язку (МСЕ)
- Інтернет-корпорація з присвоєння імен та номерів (ICANN)
- Всесвітній поштовий союз (ВПС)
- Європейська економічна комісія ООН (ЄЕК ООН)

ISO 3166/MA має додаткових асоційованих членів, які не беруть участі в голосуванні, але завдяки своєму досвіду мають значний вплив на процедуру прийняття рішень в агентстві.

## Коди, що починаються з літери «X»
Коди країн, що починаються з літери «X», призначені для приватного використання (зарезервовані) і ніколи не використовуються як офіційні коди. Попри слова «приватне використання», вони можуть включати інші публічні стандарти. ISO підтверджує, що жоден код країни, що починається з літери X, ніколи не буде стандартизовано. Приклади кодів X:
- Коди країн НАТО на основі ISO 3166 (STANAG 1059, 9-те видання) включають коди «X» для уявних країн навчань, починаючи від XXB для «Браунленд» до XXY для «Йелловленд», а також для основних командувань, таких як XXE для SHAPE або XXS для SACLANT.
- В ISO 4217 визначено валюти X.